# Chtěl bych být menší
Chtěl bych být menší je jedenáctá epizoda první řady animovaného seriálu Star Trek. Premiéra epizody v USA proběhla 17. listopadu 1973, v České republice 4. ledna 1997.

## Příběh
Hvězdného data 5577.3 federační loď USS Enterprise NCC-1701 vedená kapitánem Jamesem T. Kirkem doráží k vyhaslé supernově Arachne, aby ji prozkoumali. Uhura náhle zachycuje neznámý signál z jediné stávající oběžnice a pan Spock dekóduje v signálu slovo "TERRATEN".
Na oběžné dráze planety je loď zasažena paprskem vyslaným z povrchu. Nikdo není zraněn a ani technologie není poškozena, pouze warp pohon je vyřazen. O několik chvil později však zjišťují, že se všichni zmenšují. Ženy ztrácejí náušnice a vlásenky, ale mnohem horší je, že posádka přestává dostačovat pro ovládání lodi. Pan Spock dedukuje, že zmenšování postihlo jenom organickou hmotu, tedy i rybičky Dr. McCoye.
Spockovi se daří vypočítat, že se budou postupně zmenšovat až na velikost 1,5 mm, ale tou dobou již dávno nebudou schopni ovládání lodi. Kapitán Kirk se rozhoduje sám hledat řešení na povrchu planety, protože jde o poslední momenty, kdy lze ovládat transportér. Ihned po přenosu Kirk na svém komunikátoru zjišťuje, že je opět v původní velikosti. Ještě před automatickým transportem zpět z planety podléhající silné vulkanické činnosti objevuje něco připomínající miniaturní město.
Po návratu na Enterprise kapitán zjišťuje, že mu schází posádka a tak rovnou míří lodní phasery na objevené městečko a posílá zprávu, aby mu obyvatelé vydali zpět jeho posádku. Na monitoru se objevuje zástupce národa, který se sám zve jako Terratenci. Vysvětluje kapitánovi, že nechtěli nikomu ublížit, ale jejich planeta již dlouho nebude obyvatelná, a proto museli přilákat Enterprise, a protože Terratenci jsou již dědičně vysocí asi 1,5 mm, museli použít zmenšovací paprsek na Enterprise, aby si jich vůbec někdo všiml.
Spock a zbytek posádky jsou v obytném komplexu Terratenců. Vysvětluje kapitánovi, že jde o potomky lidských kolonistů, kteří byli zmenšeni stejným efektem vyskytující se poblíž planety. I přesto následně dorazila záchranná plavidla, nikdo už miniaturní lidi neviděl, a tak se Terratenci usadili. Nyní však planeta kolabuje a potřebují se dostat pryč. Všichni se vrátí na Enterprise, Kirk souhlasí s přenesením celého města a Enterprise jej odváží na planetu Verdanis, kde jej zanechali na úrodnou a zavlažovanou louku.
Následně se vrací k průzkumu vyhaslé supernovy.